# Napoleon Hill
Oliver Napoleon Hill (Pound, 26 oktober 1883 - Greenville, 8 november 1970) was een Amerikaanse econoom en schrijver.
Zijn boeken gaan in meerderheid over het behalen van succes. Bij hem ligt de nadruk op het hebben van vurige verwachtingen die essentieel zouden zijn als iemand zijn leven wil verbeteren. Hij is vooral bekend om zijn boek Think and grow rich (1937), dat tot de 10 best verkochte zelfhulpboeken aller tijden behoort. Het boek werd mede door zijn nieuwe vrouw Rosa Lee Beeland geschreven en werd in 50 jaar tijd meer dan 20 miljoen keer verkocht.